# Atamanowka
Atamanowka (russisch Атама́новка) ist eine Siedlung städtischen Typs in der Region Transbaikalien (Russland) mit 10.381 Einwohnern (Stand 14. Oktober 2010).

## Geographie
Die Siedlung liegt etwa 15 Kilometer Luftlinie südöstlich des Zentrums der Regionshauptstadt Tschita, am linken Ufer des Amur-Quellflusses Ingoda, im Bereich seines Durchbruchstals durch den Hauptkamm des Tscherskigebirges, unterhalb der Einmündung des Nebenflusses Nikischicha. Zu beiden Seiten des Flusstals steigen die bewaldeten Gipfel des Mittelgebirges auf etwa 1100 m an.
Atamanowka gehört zum Rajon Tschitinski. Die Siedlung bildet eine Stadtgemeinde (gorodskoje posselenije), zu der keine weiteren Ortschaften gehören.

## Geschichte
Der Ort wurde 1852 von Kosaken als zur Staniza Titowskaja (heute Teil von Tschita) gehörende Siedlung Atamanowski gegründet. Der Name ist von der kosakischen militärischen Rangbezeichnung Ataman abgeleitet. 1900 wurde die Transsibirische Eisenbahn am Ort vorbeigeführt und die Station Atamanowka eröffnet.
1958 erhielt Atamanowka den Status einer Siedlung städtischen Typs unter dem heutigen Namen.

### Bevölkerungsentwicklung
| Jahr | Einwohner |
| ---- | --------- |
| 1959 | 4.404     |
| 1970 | 6.138     |
| 1979 | 8.641     |
| 1989 | 10.269    |
| 2002 | 9.463     |
| 2010 | 10.381    |

Anmerkung: Volkszählungsdaten

## Persönlichkeiten
- Alexei Bakschejew (1873–1946), General der Weißen Armee und Politiker der russischen Emigration; geboren in Atamanowka

## Wirtschaft und Infrastruktur
Größtes Unternehmen des Ortes ist ein 1927 gegründeter Apfelzuchtbetrieb, dem das relativ geschützte Klima des Ingodatals zugutekommt. Daneben gibt es Betriebe der Bauwirtschaft. In der sowjetischen Periode existierte im Ort ein Panzerreparaturwerk. Heute ist Atamanowka auch Wohn- und Erholungsvorort der Großstadt Tschita.
Durch Atamanowka führen der Transbaikal-Abschnitt der Transsibirischen Eisenbahn (Streckenkilometer 6214 ab Moskau) sowie die Fernstraße A166, die Tschita mit der Grenze zur Volksrepublik China bei Sabaikalsk verbindet.